# Eduardo Paolozzi

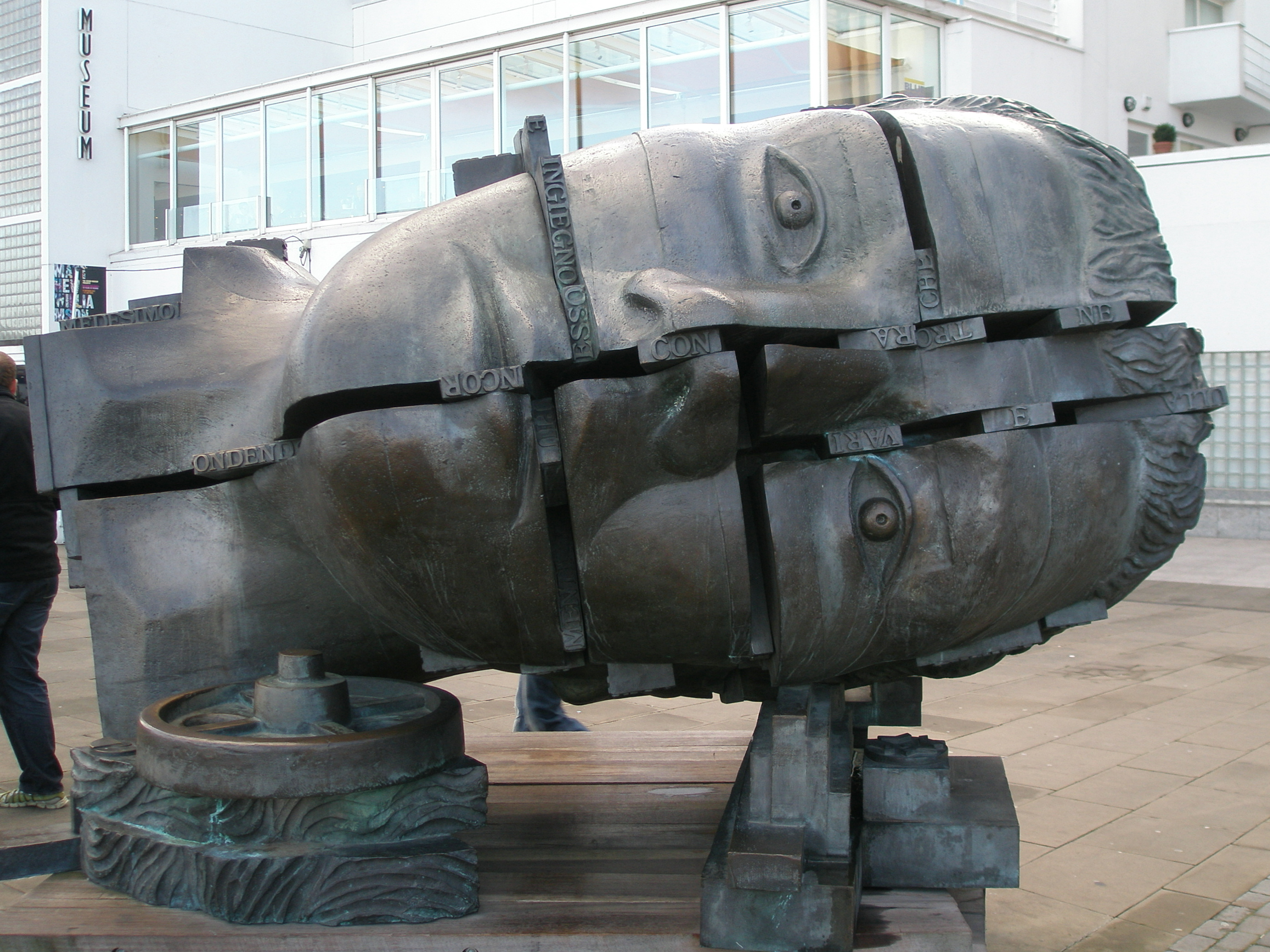
Paolozzis skulptur Head of Invention framför Design Museum on the Thames, London (1989)

Eduardo Paolozzi, född den 7 mars 1924 i Leith, Edinburgh, Skottland, död den 22 april 2005 i London, var en skotsk skulptör, tecknare och grafiker, och popkonstnär främst på 1950-talet. 

## Biografi
Paolozzi var äldste sonen till italienska invandrare och i juni 1940, då Italien förklarade krig mot Storbritannien, var Paolozzi internerad (tillsammans med de flesta andra italienska män i Storbritannien). Under sin tremånaders internering på Saughtonfängelset var hans far, farfar och farbror, som också hade gripits, bland de 446 italienare som drunknade när fartyget som transporterade dem till Kanada, Arandora Star, sänktes av en tysk ubåt.
Paolozzi studerade vid Edinburgh College of Art 1943, och en kort tid på Saint Martins School of Art 1944, och därefter vid Slade School of Fine Art vid University College London 1944-1947, varefter han arbetade i Paris.
I Paris 1947-1949, blev Paolozzi bekant med Alberto Giacometti, Jean Arp, Constantin Brancusi, Georges Braque och Fernand Léger och denna period hade en viktig påverkan för hans senare verk. Till exempel kan påverkan av Giacometti och många av de tidiga surrealisterna han mötte i Paris synas i den gruppen av cireskulpturer som Paolozzi gjorde i mitten av 1950-talet. Deras ytor är översållad med hittade föremål och maskindelar, och gav honom erkännande.
Efter Paris, flyttade han tillbaka till London och inrättade så småningom sin ateljé i Chelsea. Ateljén fylld med hundratals upphittade föremål, modeller, skulpturer, material, verktyg, leksaker och travar av böcker. Paolozzi var intresserad av allt och som han skulle kunna använda i sitt arbete, i synnerhet för sina collage.
Paolozzi blev allmänt känd på 1950-talet genom att producera en rad slående screentryck och "Art Brut"-skulpturer. Han var också en av grundarna av Independent Group 1952, som betraktas som föregångare till 1950-talets brittiska och amerikanska Pop Art-rörelser. Hans nyskapande collage I was a Rich Mans Plaything (1947) anses vara den tidigaste representanten för popkonst. 
Palozzi studerade skulptur och keramik vid flera institutioner, inklusive Hochschule für Bilddende Künste i Hamburg (1960-1962), University of California, Berkeley (1968) och vid Royal College of Art. Han hade ett långt samarbete med Tyskland, efter att ha arbetat i Berlin från 1974 som en del av Berlins konstprogram för det tyska akademiska utbytesprogrammet. Han var professor vid Fachhochschule i Köln 1977-1981, och undervisade senare om skulptur vid Akademie der Bildenden Künste i München.
Palozzi är känd för konstverk som t.ex. It's a Psychological Fact Pleasure Helps Your Disposition (1948). Mest kända är också hans fantasifulla konstruktioner i brons eller aluminium, som kan ge associationer till innandömet i en TV-apparat eller en dator.

## Hedersbetygelser
Paolozzi tilldelades CBE 1968 och 1979 invaldes han i Royal Academy. Under slutet av 1960 började han medverka i den litterära tidskriften Ambit, som blev ett livslångt samarbete.
Han befordrades till hennes majestät drottningens ordinarie skulptör för Skottland 1986, som han var fram till sin död. Han tilldelades KBE och adlades av drottning Elizabeth II 1988.